# Кастелафјуме
Кастелафјуме (итал. Castellafiume) је насеље у Италији у округу Л'Аквила, региону Абруцо.
Према процени из 2011. у насељу је живело 45 становника. Насеље се налази на надморској висини од 1042 м.

## Становништво
| 1931. | 1936. | 1951. | 1961. | 1971. | 1981. | 1991. | 2001. | 2011. |
| ----- | ----- | ----- | ----- | ----- | ----- | ----- | ----- | ----- |
| 1.305 | 1.327 | 1.418 | 1.460 | 1.047 | 974   | 987   | 1.049 | 1.099 |